# Rachel Joyce (triathlon)
Pour les articles homonymes, voir Joyce.
Rachel Joyce née le 16 juin 1978 à Mexico  est une triathlète professionnelle anglaise. Championne du monde longue distance 2011 et vice championne du monde d'Ironman en 2013. Elle est spécialiste des longues distances et multiple vainqueur sur les circuits Ironman et Ironman 70.3.

## Biographie

### Jeunesse
Rachel Joyce est née à Mexico et a grandi à Woodbridge (Suffolk). Sportive, elle  participe dans sa jeunesse à de nombreuses activités, comme la gymnastique et le patinage sur glace. Au lycée, elle fait partie de l'Ipswich Swimming Club et participe à des compétitions de natation au niveau national. À l'université de Birmingham ou elle poursuit ses études, elle participe à son premier triathlon. Elle étudie ensuite à la faculté de droit de Guildford et après avoir obtenu ses diplômes, elle travaille pour le cabinet d'avocats Taylor Wessing à Londres comme avocat d'affaires.

### Carrière en triathlon
En 2005, tout en travaillant à Londres, elle continue de s'entraîner avec un club de natation et prépare également le marathon de Londres auquel elle participe avec un temps final de 3 h 3, elle s'intéresse dès lors à d'autres sports d'endurance. En  2006, elle participe à son premier Ironman 70.3 à Monaco, en amateur dans le groupe d'âge 25-29 ans, elle termine première de sa catégorie et cinquième féminine de la compétition. Elle participe la même année au championnat du monde d'Ironman 70.3 à Clearwater au Canada, où en tant qu'amateur, elle finit 1re de son groupe d'âge et 12e féminine. L'année suivante, elle choisit de consacrer plus de temps à son entraînement pour essayer de devenir triathlète professionnelle. Mais en 2007 des blessures et des problèmes de santé freinent sa quête. Elle persiste et devient en 2008 professionnelle et démissionne de son cabinet d'avocats.
En 2008, Rachel Joyce prend la 5e place à l'Ironman de Floride et la 6e à l'Ironman 70.3 du Royaume-Uni. L'année suivante, elle termine 2e et 3e à l'Ironman de Lanzarote et à celui d'Afrique du Sud. En 2009, elle atteint son objectif de terminer dans le « top 10 » du championnat du monde d'Ironman à Kona, en prenant la 6e place. En 2010, elle améliore son classement avec une 5e place. En 2011, elle continue sa progression et obtient sa première victoire sur Ironman à Lanzarote en Espagne, elle devient cette même année championne du monde de triathlon longue distance (ITU). 
En 2012 elle remporte le Challenge Roth course support du championnat d'Europe et ajoute ce titre à son palmarès. Apres sa victoire sur l’Ironman Texas, elle se place parmi les favorites pour le championnat du monde d'Ironman 2013. Elle reste longtemps en tête de la course, mais elle cède la première place à l’Australienne Mirinda Carfrae à mi parcours du marathon et termine deuxième de l'édition 2013. Elle réalise à cette occasion le 5e temps le plus rapide des triathlètes féminines de l’histoire de la compétition et devient la quatrième femme à finir sous la barre des neuf heures,.
En 2014 Rachel Joyce participe et aide à la fondation d'un site de promotion d'égalité entre les triathlètes masculins et féminins. La différence du nombre de slots professionnels qualificatifs pour le championnat du monde d'Ironman à kona, cinquante pour les hommes et trente-cinq pour les femmes motivant cette création.

### Vie privée
Rachel Joyce et son partenaire conjugal Brett Hedges annoncent en mars 2016, la naissance à venir de leur premier enfant, prévu pour le mois de septembre.

## Palmarès
Le tableau présente les résultats les plus significatifs (podium) obtenus sur le circuit international de triathlon depuis 2009.
| Année | Compétition                                        | Pays           | Position          | Temps           |
| ----- | -------------------------------------------------- | -------------- | ----------------- | --------------- |
| 2017  | Ironman Mont-Tremblant                             | Canada         | Médaille d'or     | 9 h 18 min 8 s  |
| 2017  | Ironman Boulder                                    | États-Unis     | Médaille d'or     | 9 h 13 min 32 s |
| 2015  | Championnat du monde d'Ironman-Kona (Hawaï)        | États-Unis     | Médaille d'argent | 9 h 10 min 59 s |
| 2014  | Championnat du monde d'Ironman-Kona (Hawaï)        | États-Unis     |                   | 9 h 4 min 23 s  |
| 2014  | Challenge Roth                                     | Allemagne      |                   | 8 h 42 min 25 s |
| 2014  | Ironman 70.3 Boulder                               | États-Unis     |                   | 4 h 9 min 0 s   |
| 2014  | Challenge Bahrain XL                               | Bahreïn        |                   | 3 h 58 min 15 s |
| 2013  | Ironman Cozumel                                    | Mexique        |                   | 8 h 52 min 28 s |
| 2013  | Championnat du monde d'Ironman-Kona (Hawaï)        | États-Unis     |                   | 8 h 57 min 28 s |
| 2013  | Ironman Texas                                      | États-Unis     |                   | 8 h 49 min 14 s |
| 2012  | Challenge Roth                                     | Allemagne      |                   | 8 h 45 min 4 s  |
| 2012  | Ironman Melbourne                                  | Australie      |                   | 8 h 46 min 9 s  |
| 2012  | Ironman 70.3 Muskoka                               | Canada         |                   | 4 h 37 min 47 s |
| 2012  | Ironman 70.3 Kansas                                | États-Unis     |                   | 4 h 13 min 46 s |
| 2011  | Championnats du monde de triathlon longue distance | États-Unis     |                   | 5 h 34 min 15 s |
| 2011  | Ironman Lanzarote                                  | Espagne        |                   | 9 h 28 min 12 s |
| 2011  | Ironman Afrique du Sud                             | Afrique du Sud |                   | 9 h 8 min 23 s  |
| 2011  | TriStar111 Estonie                                 | Estonie        | Médaille d'or     | 3 h 30 min 44 s |
| 2009  | Ironman Lanzarote                                  | Espagne        |                   | 10 h 15 min 4 s |